# 斯泰茜·冯
斯泰茜·冯（Stacey Fung，1997年2月6日—），加拿大女子网球运动员。目前她在ITF女子世界网球巡回赛上获得过11个单打和6个双打冠军。
斯泰西曾为华盛顿大学的女子网球队效力。在她的大学生涯中曾获得全美冠军，个人职业生涯最高排名为全国第6位。
2022年，她在墨西哥坎昆赢得了她首个ITF女子巡回赛单打和双打冠军奖杯。2023年5月，她在格鲁吉亚第比利斯赢得了目前职业生涯最高级别赛事冠军，为ITF女子60K系列赛。
她在2023年瓜达拉哈拉网球公开赛上以直接入围的方式首次亮相WTA1000赛事。在2024年联合杯她为加拿大队贡献了一场混双比赛。